# Alberto Brondi
Alberto Brondi (Ferrara, 26 giugno 1915 – Mar Mediterraneo, 14 giugno 1942) è stato un militare e aviatore italiano, decorato di Medaglia d'oro al valor militare alla memoria durante la seconda guerra mondiale. Decorato anche di due Medaglie d'argento e una di bronzo al valor militare.

## Biografia

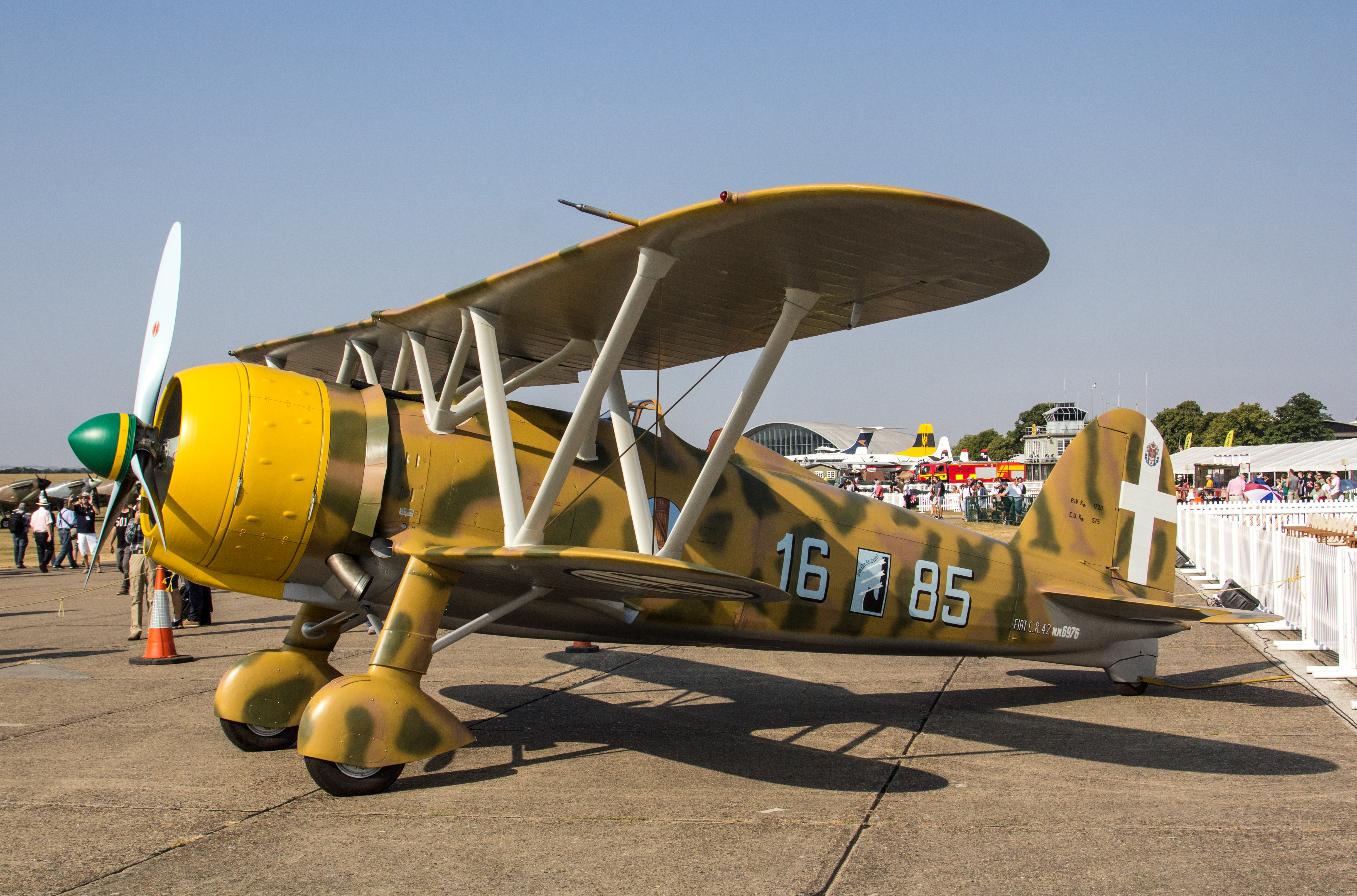
Un caccia Fiat C.R.42 Falco.

Nacque a Ferrara il 26 giugno 1915. Dopo essersi diplomato agrimensore, nel settembre 1935 si arruolò nella Regia Aeronautica, ammesso a frequentare come allievo pilota la Scuola di volo di Foligno. Nel giugno 1936 conseguì il brevetto di pilota militare e la nomina a sottotenente di complemento. L'anno successivo partì volontario per combattere nella guerra di Spagna, dove rimase fino al 1938. Rientrato in Patria decorato di una Medaglia d'argento al valor militare, divenne tenente in servizio permanente effettivo, assegnato al 1º Stormo Caccia Terrestre.
Dopo l'entrata in guerra del Regno d'Italia, avvenuta il 10 giugno 1940, quando era all'Aeroporto di Catania-Fontanarossa nell'88ª Squadriglia del 6º Gruppo caccia sui Macchi M.C.200, entrò subito in azione nelle file del 1º Stormo sul fronte occidentale, operando poi nel settore del Mediterraneo centrale. Promosso capitano si distinse sui cieli dell'Albania e della Grecia come comandante della 355ª Squadriglia del 24º Gruppo Autonomo Caccia Terrestre, allora equipaggiata con i caccia Fiat C.R.42 Falco. Citato nel Bollettino di guerra del dicembre 1941 per una eroica azione al comando di un reparto da bombardamento a tuffo con i CR 42 dotati di bombe alari del 24º Gruppo dell'Aeroporto di Monserrato, perse la vita il 14 giugno 1942 durante un'azione nella battaglia aeronavale di Pantelleria. Per onorarne il coraggio fu decretata la concessione della Medaglia d'oro al valor militare alla memoria.

### Fonti
1. ↑  Gruppo Medaglie d'Oro al Valor Militare 1965, p. 30.
2. ↑  Bertelli 2012, p. 54.
3. 1 2 3 4  Combattenti Liberazione.
4. ↑  Ufficio Storico dell'Aeronautica Militare 1977, p. 226.
5. 1 2  Ufficio Storico dell'Aeronautica Militare 1969, p. 138.
6. ↑  Ufficio Storico dell'Aeronautica Militare 1977, p. 225.
7. ↑   Alberto Brondi, su quirinale.it. URL consultato il 17 maggio 2019.
8. ↑  Bollettino Ufficiale 1943, dispensa 2, pag.86, e dispensa 11, pag.689.